# Grande Pianura e Nord

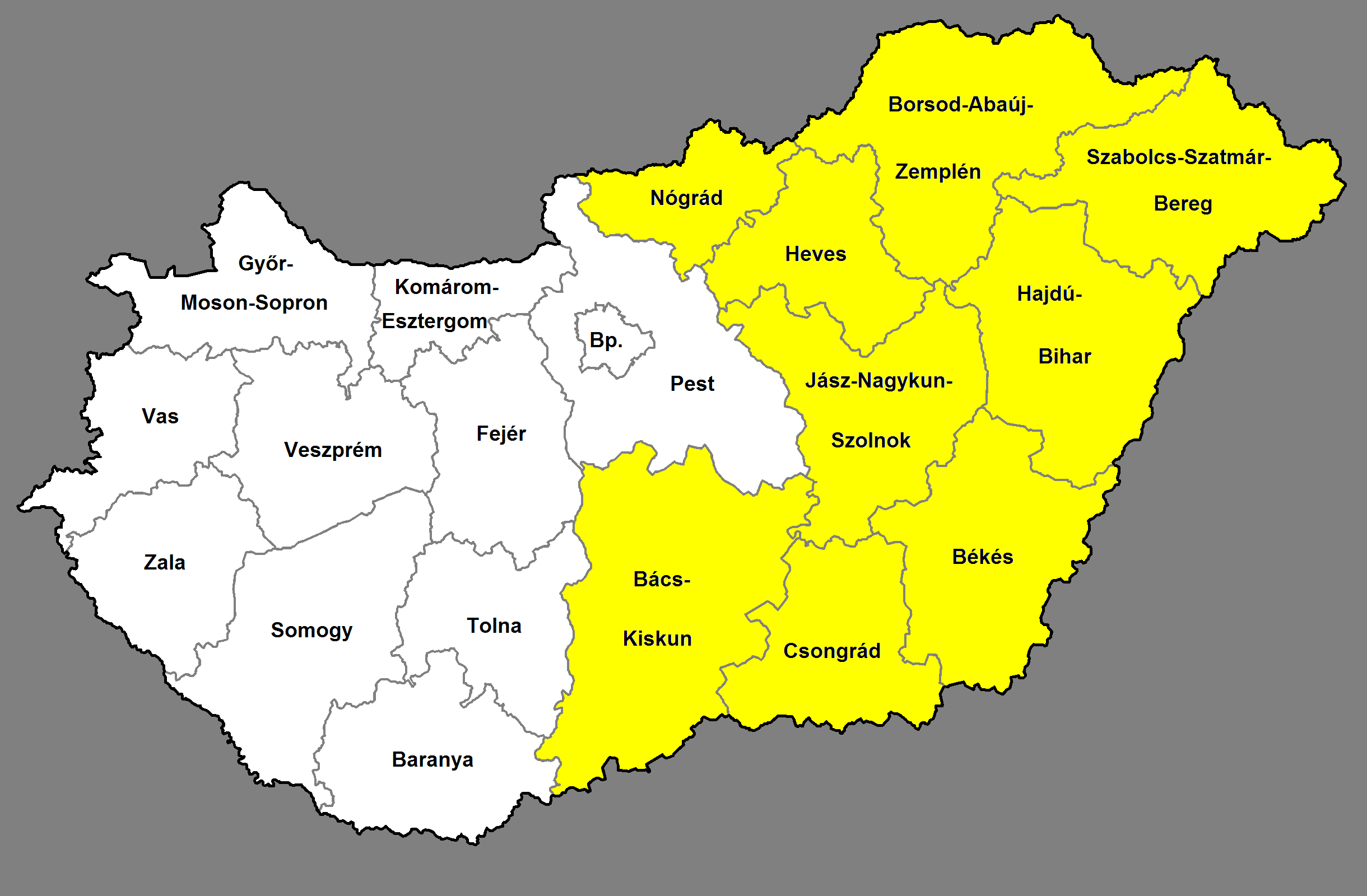
Grande Pianura e Nord (NUTS 1) e relative province (NUTS 3)

Con i termine Grande Pianura e Nord si intende un raggruppamento territoriale europeo di livello 1 (NUTS 1) del territorio ungherese.
Questo raggruppamento è composto al secondo livello (NUTS 2) delle regioni ungheresi di:
- Ungheria Settentrionale (Észak-Magyarország);
- Grande Pianura Settentrionale (Észak-Alföld);
- Grande Pianura Meridionale (Dél-Alföld).

La popolazione complessiva della Grande Pianura e Nord è di circa 4 200 000 abitanti su una superficie di circa 50000 km².